# Aveparvovirus
Aveparvovirus é um gênero de vírus pertencente à subfamília Parvovirinae da família de vírus Parvoviridae. Existem atualmente duas espécies neste gênero: a espécie-tipo Galliform aveparvovirus 1 e Gruiform aveparvovirus. No momento, os únicos hospedeiros conhecidos são perus e galinhas. As doenças associadas a este gênero incluem: doença entérica e síndrome de má absorção.